# بروس بوئنو د مسکیتا
بروس بوئنو د مسکیتا (به انگلیسی: Bruce Bueno de Mesquita) استاد دانشگاه نیویورک و محقق یهودی علوم سیاسی انستیتو هوور است.
تخصص و شهرت او بیشگویی احتمال وقایع علوم سیاسی و تجاری جهان بر اساس مبانی نظریه بازی‌ها است. برخی حتی او را با نوستراداموس مقایسه کرده‌اند.
او بیش از ۱۶ کتاب و ۱۰۰ مقاله به چاپ رسانیده.
د مسکیتا پیشگویی کرده که جمهوری اسلامی ایران تا سال ۲۰۱۰ بمب اتمی را تولید نخواهد کرد و قدرت احمدی نژاد نزول خواهد یافت.